# 卡尔·米勒
卡尔·亚历山大·米勒（德語：Karl Alexander Müller，1927年4月20日—2023年1月9日）是一名瑞士物理學家。1987年，他與约翰内斯·贝德诺尔茨因在陶瓷材料超導性方面的研究工作而獲得諾貝爾物理學獎。

## 外部連結
- 诺贝尔官方网站卡尔·米勒自传（页面存档备份，存于）